# Ṋ
La N con acento circunflejo suscrito (Mayúscula: Ṋ minúscula: ṋ), es una letra del alfabeto latino utilizada como grafema en la escritura de herero y venda como letra por derecho propio. Esta es la letra N diacrítica con acento circunflejo suscrito.

## Uso
En venda ‹ṋ› representa una nasal dental sonora /n̪/.

## Codificación
La N con acento circunflejo suscrito se puede representar con los siguientes caracteres Unicode:
| forma     | representación | Puntos de código | descripción                                              |
| --------- | -------------- | ---------------- | -------------------------------------------------------- |
| mayúscula | Ṋ              | U+1E4A           | letra latina mayúscula N con acento circunflejo suscrito |
| minúscula | ṋ              | U+1E4B           | letra latina minúscula N con acento circunflejo suscrito |